# Wagmatcook 1
Wagmatcook 1 är ett reservat i Kanada.   Det ligger i provinsen Nova Scotia, i den östra delen av landet, 1 100 km öster om huvudstaden Ottawa. Wagmatcook 1 ligger på ön Kap Bretonön.
Runt Wagmatcook 1 är det mycket glesbefolkat, med 2 invånare per kvadratkilometer.